# Пушкарное (Кореневский район)

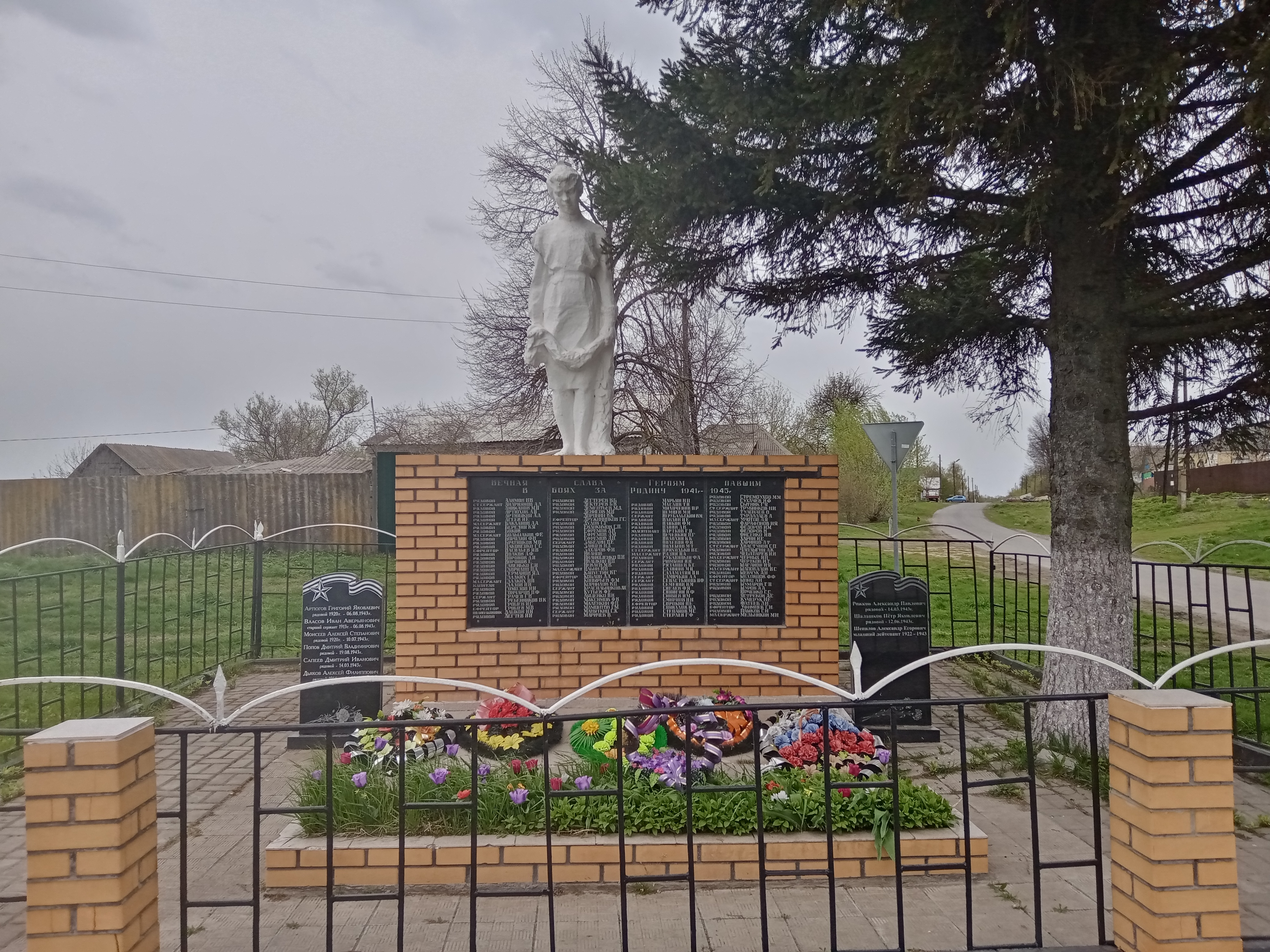
Братская могила 113 советских воинов, погибших в боях с фашистскими захватчиками (300 м восточнее 8-летней школы)

Пушкарное — село в Кореневском районе Курской области. Административный центр Пушкарского сельсовета.

## География
Село находится на реке Груня (приток Сейма), в 30 км от российско-украинской границы, в 99 км к юго-западу от Курска, в 8,5 км к северо-западу от районного центра — посёлка городского типа Коренево.
Климат
Пушкарное, как и весь район, расположено в поясе умеренно континентального климата с тёплым летом и относительно тёплой зимой (Dfb в классификации Кёппена).

## Население
| 2002 | 2010 |
| ---- | ---- |
| 470  | ↘412 |

## Инфраструктура
Личное подсобное хозяйство. Общеобразовательная школа. В селе 275 домов.

## Транспорт
Пушкарное находится в 8 км от автодороги регионального значения 38К-017 (Курск — Льгов — Рыльск — граница с Украиной), на автодороге 38К-030 (Рыльск — Коренево — Суджа), на автодороге межмуниципального значения 38Н-561 (38К-030 — Дерюгино), в 0,5 км от автодороги 38Н-562 (38К-030 — Жадино), в 1,5 км от автодороги 38Н-570 (38К-030 — Секерино), в 5,5 км от автодороги 38Н-018 (Благодатное — Нижняя Груня), в 7 км от автодороги 38Н-017 (Благодатное — Ковыневка), в 0,5 км от ближайшего ж/д остановочного пункта 12 км (линия 358 км — Рыльск). Остановка общественного транспорта.
В 157 км от аэропорта имени В. Г. Шухова (недалеко от Белгорода).